# Sportjournalisten
Sportjournalisten är en roman från 1986 av Richard Ford, och är den första av fyra böcker som handlar om protagonisten Frank Bascombe. I Sportjournalisten, porträtteras Bascombe som en misslyckad författare som blivit sportjournalist och genomgår en existentiell kris efter sin sons död. Uppföljaren till Sportjournalisten är den Pulitzerpris-vinnande Självständighetsdagen, som publicerades 1995. Efter att den tredje boken i serien, Som landet ligger, publicerades 2006 kallas de tre böckerna tillsammans för "Bascombe-trilogin". Ford refererar till dem som "Bascombe-romanerna." 2014, publicerades en fjärde bok i serien med titeln Kan jag vara Frank med dig.